# Курджей-лакханг

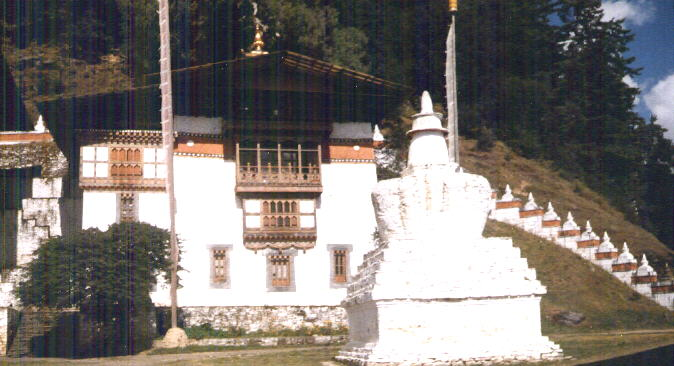
Монастырь Курджей-лакханг в Бумтанге

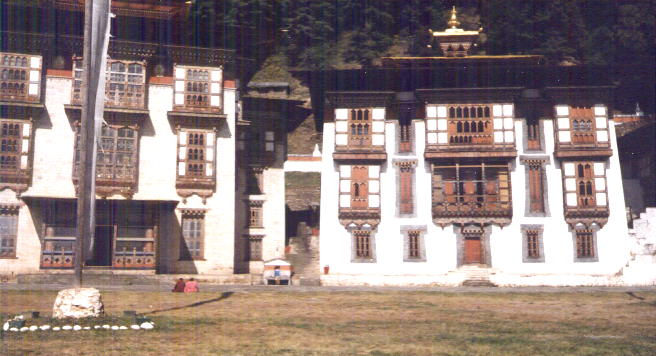
Монастырь Курджей-лакханг

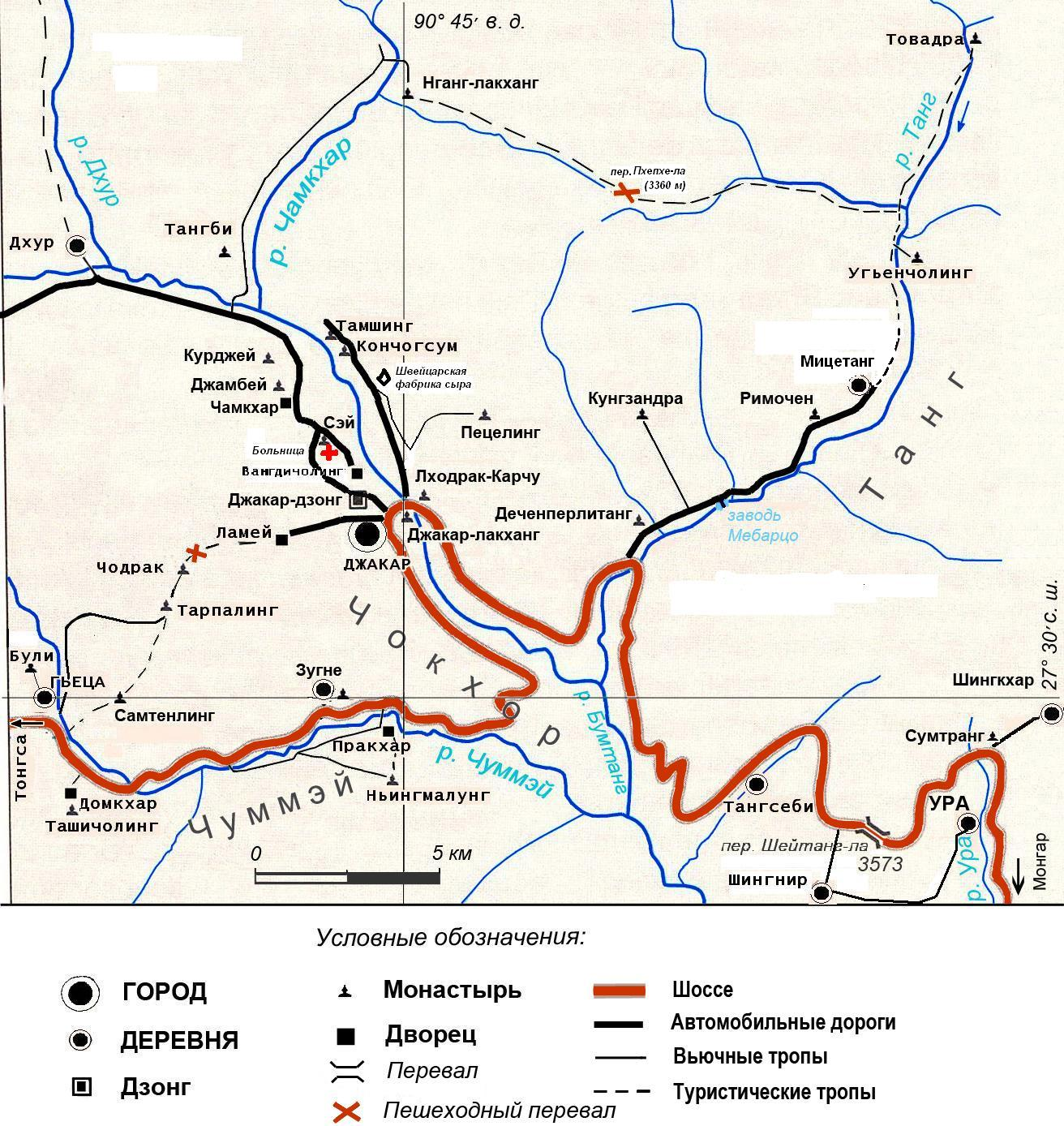
Карта центральной части Бумтанга

Курджей-лакханг — малый буддийский монастырь (лакханг) в долине Бумтанг, в окрестности города Джакар в Бутане. Это место захоронения трёх первых королей Бутана. Напротив через реку — монастырь Тамшинг-лакханг.
В пещерном зале остался отпечаток тела Падмасамбхавы, поэтому храм особо почитается.
Большое дерево над монастырём почитается как терма, оставленная Падмасамбхавой.

## История
Это место стало почитаться в связи с визитом Падмасамбхавы в Бумтанг в 748 году. В то время Бумтангом правил раджа Сендха Гьяб с титулом Синдху-раджа, который враждовал с раджей соседней земли Наочхе (длинноносым). По легенде, Наочхе удалось убить его сына и 16 советников. От расстройства Сенджа Гьяб наделал много ошибок, и в частности осквернил святилище Шелгинг Карпо, местного божества, который отнял у него жизненные силы, и раджа оказался при смерти.
Падмасамбхава, прибыв в Бумтанг по приглашению приближённых раджи, устроился медитировать у скалы (кур), оставив отпечаток своего тела (джей) — отсюда пошло название будущего монастиыря Курджей. Падмасамбхава взял в жёны дочь раджи Таши Кхюдон. Однажды он послал принцессу за водой, превратился в восемь волшебных существ (восемь манифестаций Падмасамбхавы), которые стали плясать на площадке современного монастыря. Все местные духи собрались посмотреть на танец, кроме Шейгинг Карпо. Когда вернулась принцесса с золотым кувшином, он обратил её в пять принцесс с пятью золотыми кувшинами, и лучи солнца, отражаясь через золотые кувшины, достигли глаз Шелгинг Карпо. Шелгинг Карпо превратился во льва, но Падмасамбхава превратился в птицу гаруду, схватил льва и поднял в воздух, объяснив ему дхарму. Шейгинг Карпо вернул радже его силы, и стал защитником буддизма в долине. Враждующие раджи помирились между собой и заключили прочный мир.

## Структура храма
Весь комплекс состоит из трёх малых королевских монастырей (лакхангов).
В 1652 Минджур Темпа построил самый первый лакханг, под крышей — изображения льва, гаруды. Внутри — статуя божества Шелгинг Карпо и тысяча малых статуй Падмасамбхавы. В пещере — отпечаток его тела.
Второй лакханг построил в 1900 первый король Угьен Вангчук, когда он ещё был правителем (пенлопом) дзонга Тонгса-дзонг. Внутри — большая (10м) и малая статуи Падмасамбхавы, местный дух Шелгинг Карпо и другие местные духи, которые приняли буддизм.
Третий лакханг построила в 1990 королева-мать Аши Кесанг, в храме помещены драгоценные мандалы. Она же построила вокруг всего комплекса 108 чортенов.
На территории храма также находятся многочисленные флаги и большой чортен, знаменующие могилы первых трёх королей Бутана.